# Nina Agdal
Nina Brohus Agdal (født 26. marts 1992) er en dansk fotomodel. Hun er kendt bl.a. for sine romantiske forhold til kendte amerikanere som Leonardo DiCaprio og Logan Paul. 

## Opvækst
Agdal voksede op i Hillerød og blev i 2012 student fra Frederiksborg Gymnasium.

## Modelkarriere
Agdal har stået model for Billabong, Macy's, Frederick's of Hollywood og Victoria's Secret. I 2012 optrådte hun første gang i Sports Illustrated Swimsuit Issue og blev samtidig udnævnt til nummerets "Rookie of the Year." Agdal optrådte i en tv-reklame under Super Bowl XLVII for Carl's Jr./Hardee's sammen med bl.a. Kim Kardashian, Padma Lakshmi samt modelkollegaen fra Sports Illustrated Swimsuit Issue, Kate Upton. Sammen med to andre modeller Lily Aldridge og Chrissy Teigen er danske Nina Agdal på forsiden af magasinet Sports Illustrated (2014).